# 高橋庄太郎
高橋 庄太郎（たかはし しょうたろう、1970年7月2日 - ）は、日本の山岳ライター、アウトドアライター。

## 来歴
宮城県仙台市出身。
1986年、宮城県仙台第二高等学校に入学。山岳部に入部し登山と出会う。初めての本格的な登山は蔵王連峰での雪上訓練とされる。現在の山岳ライター／アウトドアライターとしての原点となる。
1990年、早稲田大学政治経済学部政治学科に進学。在学中から本格的に日本各地の山を登頂し始める。
1994年、集英社に入社。ファッション誌の編集に携わりながらも変わらず精力的に山行を継続する。この頃から国外の各所へも足を運ぶようになる。
2002年、集英社を退職。
2004年、フリーランスの山岳ライター／アウトドアライターとしてのキャリアをスタートさせる。

## 著書および関連書籍
- 『トレッキング実践学 (OUTDOOR PERFECT MANUAL)』（エイ出版社、2010年3月29日発売、単行本:208ページ）- ISBN 978-4-7779-1604-7
- 『北アルプス テントを背中に山の旅へ』（エイ出版社、2012年3月30日発売、単行本:207ページ）- ISBN 978-4-7779-2311-3
- 『別冊PEAKS 北アルプス縦走ガイド』（エイ出版社、2012年6月28日発売、ムック:143ページ）- ISBN 978-4-7779-2360-1
- 『テント泊登山の基本 (山登りABC)』（山と渓谷社、2013年7月5日発売、新書:128ページ）- ISBN 978-4-635-04336-6
- 『山道具 選び方、使い方』（エイ出版社、2013年7月19日発売、単行本:334ページ）- ISBN 978-4-7779-2916-0
- 『別冊PEAKS 高橋庄太郎の北アルプス縦走記』（エイ出版社、2014年5月28日発売、ムック:144ページ）- ISBN 978-4-7779-3195-8
- 『TRAMPIN'別冊 高橋庄太郎監修 山旅バックパッキングスタイル - 衣食住を背負って、憧れの稜線へ』（地球丸、2015年2月10日発売、ムック:146ページ）- ISBN 978-4-86067-459-5
- 『ワンダーフォーゲル 2015年4月号「山登りの先輩 高橋庄太郎と鈴木みき」』（山と渓谷社、2015年3月10日発売、雑誌:176ページ）- JANコード 4910098630453
- 『”無人地帯”の遊び方 人力移動と野営術』（グラフィック社、ISBN 978-4-76613-485-8）
- 『トレッキング実践学 改訂版』（エイ出版社）